# Marjorie Best
Marjorie Best (ur. 10 kwietnia 1903 w Jacksonville, zm. 14 czerwca 1997) – amerykańska kostiumograf.

## Filmografia
- 1947: Życie z ojcem
- 1950: Córka Rosie O’Grady
- 1956: Płonące wzgórza
- 1959: Rio Bravo
- 1965: Opowieść wszech czasów

## Nagrody i nominacje
Została uhonorowana Oscarem, a także trzykrotnie otrzymała nominację do Oscara.